# Robert Arrhenius
Robert Arrhenius (født 14. maj 1979 i Skövde) er en svensk håndboldspiller, der til dagligt er spillende cheftræner for den svenske ligaklub IFK Skövde. Hertil kom han i 2012 fra danske Bjerringbro-Silkeborg. Han har tidligere spillet i tyske HSG Nordhorn og spanske BM Aragón. Han bliver primært brugt som stregspiller.

## Landshold
Arrhenius fik debut for det svenske landshold i 1998, og har spillet over 120 kampe for holdet.